# Birmingham to Peterborough Line
Birmingham to Peterborough Line – linia kolejowa w Wielkiej Brytanii, łącząc Birmingham z Peterborough, przez Nuneaton i Leicester.
Od czasu Beeching Axe w 1960 roku, jest to jedyne bezpośrednie połączenie kolejowe pomiędzy West Midlands a Anglią Wschodnią. Na wschód od Peterborough, trasa daje dostęp z Midlands do różnych miejsc w Anglii Wschodniej.
Linia jest ważna dla przewozów pasażerskich w kraju i jest ważna dla przewozów towarowych, gdyż pozwala na przemieszczanie się pociągów kontenerowych z portu w Felixstowe do centrum kraju i dalej.